# Bezzia indecora
Bezzia indecora är en tvåvingeart som beskrevs av Jean-Jacques Kieffer 1912. Bezzia indecora ingår i släktet Bezzia och familjen svidknott.
Artens utbredningsområde är Sri Lanka. Inga underarter finns listade i Catalogue of Life.